# Президентський палац (Тбілісі)
Авлабарська резиденція (груз. საქართველოს პრეზიდენტის სასახლე) (також Президентський палац в Авлабарі) — палац на вулиці М. Абдушелашвілі в історичному районі Авлабарі столиці Грузії Тбілісі, колишня офіційна резиденція президента Грузії. Побудований за ініціативою Михайла Саакашвілі у 2004-2009.
Над палацом працювали кілька архітекторів, автором проекту є Георгій Батіашвілі, який розпочав роботу в 2004, хоча добудував резиденцію італієць Мікеле Де Луккі (Michele De Lucchi), запрошений у 2007. Композиційно палац являє собою класичну трипортикову горизонтальну будівлю, що закінчується скляним куполом. На південь від резиденції розташована кубічна будівля, яка є будівлею державної канцелярії.
Спочатку планувалася незначна реконструкція існуючої будівлі, проте потім було ухвалено рішення знести та заново збудувати резиденцію. Через це зросли ціна та терміни проекту. Перший блок, призначений для державної канцелярії, був зданий в експлуатацію у квітні 2008. Спочатку будівництво вела фірма «Евра», проте через фінансові розбіжності пізніше будівництво продовжила вже інша фірма.
Зміна архітектора викликала певні зміни у архітектурі будівлі. Так, спочатку всі три портики закінчувалися фронтонами, але після приходу італійського архітектора фронтонами закінчується лише центральна частина. Пізніше Гіга Батіашвілі зазначив, що передача проекту іншому архітектору відбулася без його відома.
З моменту інавгурації Саломе Зурабішвілі новою резиденцією президента Грузії став колишній палац князів Орбеліані на вулиці Атонелі.